# Bozsortanya
Bozsortanya (románul: Bujor-Hodaie) falu Maros megyében, Erdélyben. Közigazgatásilag Mezőzáh községhez tartozik.

## Fekvése
A Mezőségi-patak völgyében fekszik, 325 m-es tengerszint feletti magasságban, Marosludastól 23 km-re északra, a DJ151 megyei úton.